# Пайк (переписна місцевість, Нью-Йорк)
Пайк (англ. Pike) — переписна місцевість (CDP) в США, в окрузі Вайомінг штату Нью-Йорк. Населення — 298 осіб (2020).

## Географія
Пайк розташований за координатами 42°33′14″ пн. ш. 78°8′51″ зх. д. / 42.55389° пн. ш. 78.14750° зх. д. (42.553994, -78.147560).  За даними Бюро перепису населення США в 2010 році переписна місцевість мала площу 3,87 км², з яких 3,87 км² — суходіл та 0,00 км² — водойми.

## Демографія
Згідно з переписом 2010 року, у переписній місцевості мешкала 371 особа в 128 домогосподарствах у складі 94 родин. Густота населення становила 96 осіб/км².  Було 145 помешкань (37/км²).
Расовий склад населення:
| - 99,2 % — білих - 0,3 % — азіатів |

До двох чи більше рас належало 0,5 %. Частка іспаномовних становила 1,9 % від усіх жителів.
За віковим діапазоном населення розподілялося таким чином: 28,6 % — особи молодші 18 років, 58,5 % — особи у віці 18—64 років, 12,9 % — особи у віці 65 років та старші. Медіана віку мешканця становила 35,5 року. На 100 осіб жіночої статі у переписній місцевості припадало 101,6 чоловіків;  на 100 жінок у віці від 18 років та старших — 94,9 чоловіків також старших 18 років.
Середній дохід на одне домашнє господарство  становив 45 056 доларів США (медіана — 34 653), а середній дохід на одну сім'ю — 45 281 долар (медіана — 31 250). Медіана доходів становила 53 750 доларів для чоловіків та 41 500 доларів для жінок. За межею бідності перебувало 27,5 % осіб, у тому числі 70,2 % дітей у віці до 18 років та 8,6 % осіб у віці 65 років та старших.
Цивільне працевлаштоване населення становило 94 особи. Основні галузі зайнятості: публічна адміністрація — 20,2 %, виробництво — 18,1 %, освіта, охорона здоров'я та соціальна допомога — 18,1 %.